# Chó Huntaway
Chó Huntaway (còn được gọi là Chó Hunaway New Zealand) là một giống chó có kích thước lớn, được lai tạo nhằm tạo dưng một giống chó mạnh mẽ được sử dụng cho các nhiệm vụ chăn cừu nói chung ở New Zealand, nơi xuất xứ của giống chó này. Chúng được lai tạo để sử dụng tiếng kêu lớn nhưng trầm để điều khiển đàn cừu.
Loài này tương đối mới, có niên đại từ cuối thế kỷ XIX và chỉ phân biệt về khả năng làm việc. Không có quy định về ngoại hình hoặc dòng giống nhưng chúng thường có màu đen và màu nâu. Chỉ có những con chó giành chiến thắng tại các thử nghiệm có thể được đăng ký bởi Hiệp hội thử nghiệm chó cừu New Zealand để được công nhận là giống chó thuộc hiệp hội này.

## Thông tin chung
Chó Huntaway thường sống khoảng 12 đến 14 năm. Chúng nhìn chung rất khỏe mạnh, nhưng một số bệnh di truyền đã được xác định. Chúng là những con chó năng động, thông minh, thân thiện, đòi hỏi rất nhiều bài tập. Chúng được lai tạo để tập hợp cừu ở những ngọn đồi và núi non của New Zealand, nơi rất khó để đi bộ hoặc đi xe, do đó, các lệnh từ và còi được sử dụng để truyền đạt lệnh cho những con chó này khi chúng ở xa. Chúng nổi tiếng là một giống chó ồn ào, đặc biệt là khi làm việc.
Chó Huntaway đang trở nên ngày càng phổ biến trên toàn thế giới với một câu lạc bộ Chó Huntaway New Zealand bắt đầu hoạt động ở Nhật Bản và giống chó này được lai tạo và sử dụng tại Úc để làm việc và thử nghiệm sân huấn luyện chó.
Hunterville ở đảo Bắc của New Zealand được biết đến với bức tượng của một con chó giống Huntaway.